# لوريكيت أحمر الحلق
اللوريكيت أحمر الحلق (الاسم العلمي: Charmosyna amabilis)، هو لوريكيت مهدد بالانقراض ومستوطن في فيجي. يبلغ طوله 18 سم، ولونه أخضر ساطع بشكل عام، مع احمرار الخدود والحلق والفخذين.
عُثر على هذا الطائر في جزر فيتي ليفو وفانوا ليفو وتافيوني وأوفالو. جُمع منه عشر عينات في عام 1923، ولكن أخر مرة سُجلت كان في عام 1993، على الرغم من رؤيتها على جبل تومانيفي في فيتي ليفو في عام 2001. فشل البحث في فيتي ليفو في عامي 2001-2002 في العثور على أي طيور، كما فشل بحث ثانٍ في فيتي ليفو. سلسلة من الدراسات الاستقصائية في عام 2003. ولا تزال هذه الطيور مهددة بفقدان الموائلها، بسبب الحيوانات الدخيلة مثل الجرذ الأسود، بالإضافة إلى القطط الوحشية والنمس الهندي الصغير. يُعرف اللوركيت أحمر الحلق باسم كولاواي في فيجي وهو الطائر الموجود على الأوراق النقدية الفيجية بقيمة 5 دولارات فيجية.

## التصنيف
وضع هذا النوع سابقًا في جنس Charmosyna. ثم نُقل إلى جنس فيني بناءً على دراسة للنسالة الجزيئية للوريكيتات المنشورة في عام 2020

## روابط خارجية
- BirdLife Species Factsheet.

.